# 巨大型セメント質腫
巨大型セメント質腫とは染色体異常に起因する奇病である。
この疾患は悪性とはいえないが、治療を怠ると顎の形状に異常を来す事になる。
この腫瘍の原因は現在のところ不明であるがこの疾患は家族内で遺伝することは稀である。
この疾患に関する最も顕著な症例は2005年9月に死亡したインドネシア・バタム島出身の少年ノベムスリー・ジーハンに関するものである。彼は台湾のハウリアンで医学的治療を受けた。この様子はツー・チー財団が派遣した台湾の仏教伝道師によってディスカバリー・ヘルス・チャンネルのドキュメンタリー番組で紹介された経緯がある。遺伝と関連があり得る事例には、韓国のイ・ヨンハク父娘の事例がある。